# Kreis Briesen
Der Kreis Briesen war ein von 1887 bis 1920 bestehender preußischer Landkreis im Regierungsbezirk Marienwerder. Seine Kreisstadt war Briesen. Er lag in dem Teil der Provinz Westpreußen, der nach dem Ersten Weltkrieg 1920 durch den Versailler Vertrag an Polen fiel. Von 1939 bis 1945 bestand im besetzten Polen nochmals ein Landkreis Briesen als Teil des neu eingerichteten Reichsgaus Danzig-Westpreußen. Heute liegt das ehemalige Kreisgebiet in der polnischen Woiwodschaft Kujawien-Pommern.

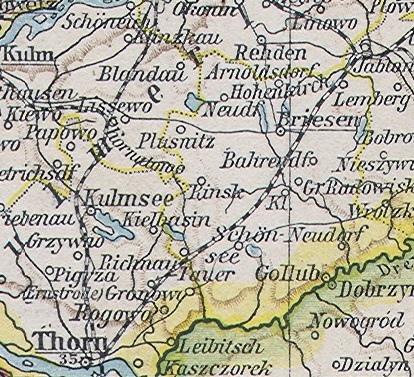
Der Kreis Briesen in den Grenzen von 1887 bis 1920

Die Provinz Westpreußen 1919
Regierungsbezirk Danzig
Regierungsbezirk Marienwerder

## Verwaltungsgeschichte
Das Gebiet des Kreises Briesen kam durch die erste polnische Teilung 1772 zum Königreich Preußen. 1815 wurde das Gebiet dem Regierungsbezirk Marienwerder der neuen Provinz Westpreußen zugeteilt. Durch das kontinuierliche Anwachsen der Bevölkerung im 19. Jahrhundert erwiesen sich die Flächen der Kreise in Westpreußen meist als zu groß. Vor diesem Hintergrund wurde am 1. Oktober 1887 aus Teilen der Kreise Graudenz, Kulm, Strasburg und Thorn der neue Kreis Briesen gebildet. Das Landratsamt befand sich in der Stadt Briesen. Aufgrund der Bestimmungen des Versailler Vertrags musste das Kreisgebiet am 10. Januar 1920 an Polen abgetreten werden. Das Kreisgebiet bestand als Powiat Wąbrzeski (Briesener Kreis) fort.
Nach dem Überfall auf Polen und der völkerrechtswidrigen Annexion des Territoriums durch das Deutsche Reich wurde das Kreisgebiet zum 26. November 1939 als Landkreis Kulm dem Regierungsbezirk Marienwerder im neugebildeten Reichsgau Danzig-Westpreußen zugeordnet, der bis zur Eroberung durch die Rote Armee Ende Januar 1945 existierte. Danach ging das Kreisgebiet in der Woiwodschaft Pommern (Województwo pomorskie, 1945–1950) des wiederhergestellten Polen auf, wobei seine deutschen Einwohner vertrieben wurden.

## Bevölkerung
Im Folgenden eine Übersicht mit offiziellen Angaben zu Einwohnerzahl, Konfessionen und Sprachgruppen:
| Jahr                                          | 1890                | 1900              | 1910              |
| Einwohner                                     | 39.863              | 43.153            | 49.506            |
| Evangelische Katholiken Juden                 | 14.711 23.857 1.025 | 15.979 26.044 848 | 21.783 26.550 638 |
| deutschsprachig zweisprachig polnischsprachig | 16.902 384 22.567   | 17.989 388 24.769 | 24.007 417 25.070 |

## Landräte
Landräte
- 18870000000Gustav von Stumpfeldt (1838–1893)
- 1887–190200Friedrich Alexander Petersen (1858–1909)
- 1902–191300Hans Max Ludwig Volckart
- 1913–191900Wilhelm Barkhausen (1875–1933)

## Städte und Gemeinden
Im Jahr 1912 umfasste der Kreis Briesen drei Städte und 70 Landgemeinden. Nach dem Gedankenstrich dahinter die heutigen Namen.
- Arnoldsdorf – Jarantowice
- Bahrendorf – Niedźwiedź
- Bergwalde
- Bielsk
- Bielskerbuden
- Birkenhain
- Borowno
- Briesen – Wąbrzeźno, Stadt
- Colmansfeld
- Cymberg – Czymbark
- Deutsch Lopatken
- Deutschwalde
- Drückenhof
- Elgischewo
- Friedrichsdorf
- Galsdorf
- Gollub – Golub(-Dobrzyn), Stadt
- Groß Budzek
- Groß Orsichau
- Groß Pulkowo
- Groß Radowisk
- Groß Reichenau
- Gruneberg
- Heinrichsberg
- Hochdorf
- Hohenkirch – Książki
- Kamenzdorf
- Kelpin
- Kieslingswalde – Łopatki
- Klein Brudzaw
- Klein Czappeln
- Königlich Neudorf – Nowy Dwór Królewski
- Kronzno
- Labenz – Łabędz
- Lebendorf
- Leutsdorf
- Lindhof
- Lipnitza
- Lissewo
- Lobedau
- Michalken – Michałki
- Mischlewitz – Myśliwiec
- Mittwalde – Jaworze
- Mlewitz Neusasserei – Nowy Mlewiec
- Mlewo – Mlewo
- Mokrylaß – Mokry Las
- Neu Schönsee
- Neubruch
- Neuhof
- Nußdorf
- Osterbitz oder Ostrowitt – Ostrowite
- Pfeilsdorf
- Piwnitz – Piwnice
- Plywaczewo
- Polkau
- Rehfelde
- Rinsk oder Rheinsberg – Ryńsk[3]
- Richnau
- Schein
- Schönbrod
- Schönsee – Kowalewo Pomorskie, Stadt
- Seeheim – Osieczek
- Siegfriedsdorf
- Silbersdorf
- Skemsk
- Sokoligora
- Trzianno – Trzcianek
- Wangerin
- Wimsdorf
- Wittenburg i. Wpr. – Dębowa Łąka
- Za Radowisk
- Zazielen
- Zielen

Der Kreis umfasste außerdem eine größere Zahl von Gutsbezirken.

## Kreisbahn
Die Kreisbahn Briesen stellte ab 1898 die Verbindung zwischen der Kreisstadt und der Hauptstrecke Allenstein–Thorn her.

## Persönlichkeiten
- Ludolf Hermann Müller, Bischof, von 1917 bis 1922 Pfarrer in Schönsee (Kowalewo Pomorskie)
- Bruno Satori-Neumann, Theaterwissenschaftler und Publizist, geboren 1886 in Briesen
- Walther Nernst, Chemie-Nobelpreisträger 1920, geboren 1864 in Briesen

## Landkreis Briesen im besetzten Polen 1939–1945

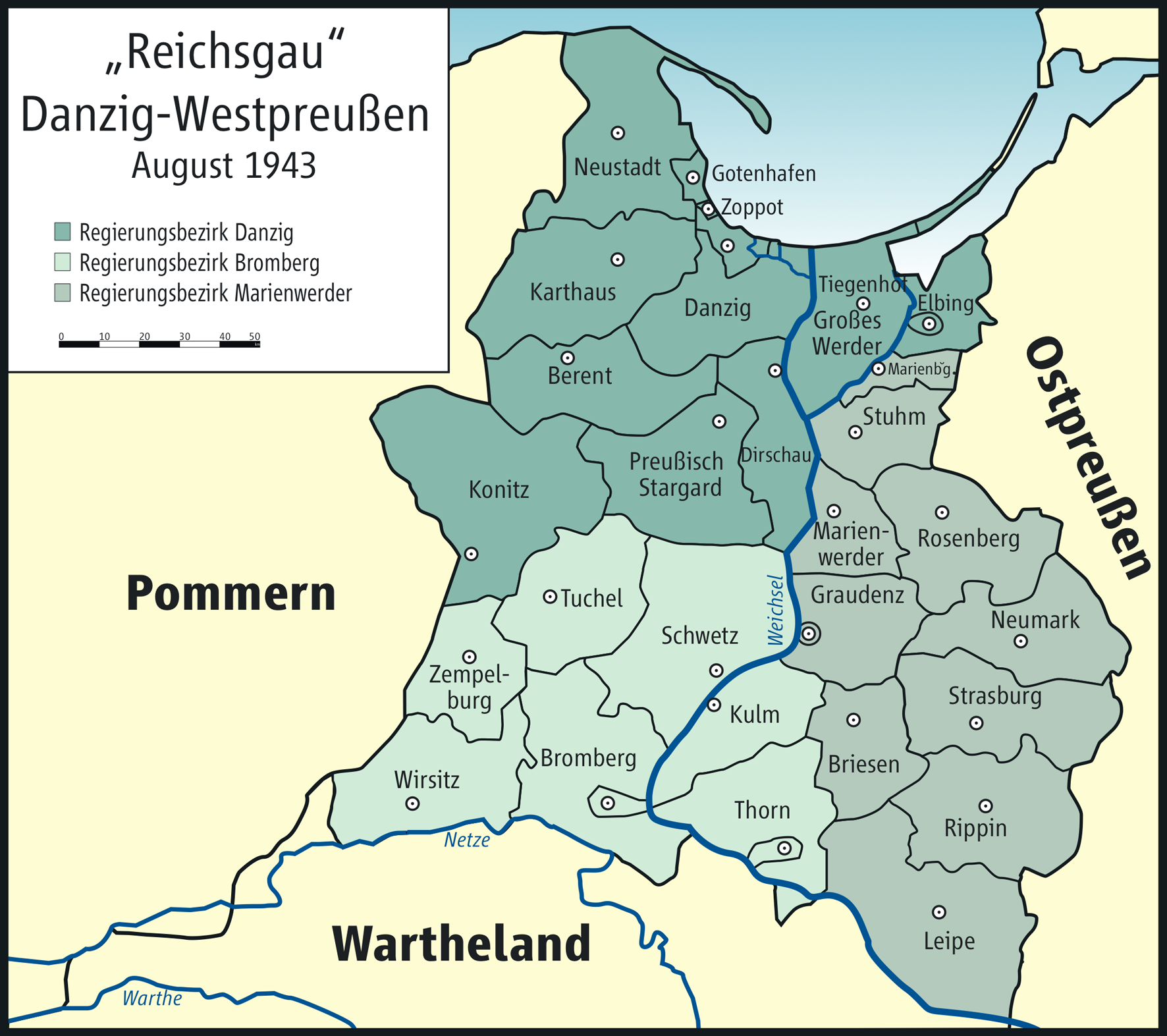
Reichsgau Danzig-Westpreußen (August 1943)

### Verwaltungsgeschichte
Nach der Annexion durch das Deutsche Reich wurden die drei Städte Briesen, Gollub und Schönsee der im Altreich gültigen Deutschen Gemeindeordnung vom 30. Januar 1935 unterstellt, welche die Durchsetzung des Führerprinzips auf Gemeindeebene vorsah. Der Bürgermeister der Stadt Gollub verwaltete den Amtsbezirk Dobrzyn [= Stadt Dobrzyn] des benachbarten Landkreises Rippin mit. Die übrigen Gemeinden waren in Amtsbezirken zusammengefasst; Gutsbezirke gab es nicht mehr. Seit dem 25. Juni 1942 trug der Kreis den Namen Briesen (Westpr.).

### Landräte der Besatzungsmacht
- 1940–1943: Kerlen
- 1942–1945: Dieter Kümmell

### Ortsnamen
Durch unveröffentlichten Erlass vom 29. Dezember 1939 galten vorläufig hinsichtlich der bisher polnischen Ortsnamen die bis 1918 gültigen deutschen Ortsnamen. Diese globale Rückbenennung war möglich, da noch das gesamte deutsche Kartenwerk für die 1920 an Polen abgetretenen Gebiete (auch) die früheren deutschen Ortsnamen weitergeführt hatte.
Durch die Anordnung betreffend Änderung von Ortsnamen des Reichstatthalters in Danzig-Westpreußen vom 25. Juni 1942 wurden mit Zustimmung des Reichsministers des Innern alle Ortsnamen eingedeutscht, entweder in der Form von 1918 oder als lautliche Angleichung oder Übersetzung, zum Beispiel:
- Klein Brudzaw: Kleinbrusau,
- Labenz: Labens, Kr. Briesen (Westpr.),
- Mgowo: Logendorf,
- Mlewo: Leben,
- Wielkalonke: Altlanke,
- Zaskotsch: Gutsassen.